# 勧修寺教豊
勧修寺 教豊（かじゅうじ のりとよ）は、江戸時代の公家（公卿）。
堂上家（家格は名家、藤原北家高藤流甘露寺支流）である勧修寺家の第16代当主。

## 経歴
権大納言・勧修寺光豊の実子。母は、飛騨守・太田一吉（臼杵城主）の娘。室は無し。養子に、権大納言・勧修寺経広（実父は参議・坊城俊昌）。
父・光豊と第7代当主・教秀より1字ずつ取り、早くも実名（諱）として教豊を名乗る。しかし、慶長20年（1615年）に5歳という若さで早世。
官途は、右兵衛佐・従五位上。

## 系譜
- 父：勧修寺光豊
- 母：太田一吉の娘
- 妻：無
  - 養子：勧修寺経広（実父は坊城俊昌）